# Opinia studențească
Opinia studențească este o revistă studențească săptămânală publicată la Iași, al cărei prim număr a apărut la 20 aprilie 1974.
Cu o istorie de apariții neîntrerupte de peste 30 de ani, ea se numără printre simbolurile culturale ale spiritului universitar studențesc din Iași. Revista este realizată în întregime de studenți de la specializarea Jurnalism și Științe ale Comunicării de la Facultatea de Litere a Universității „Alexandru Ioan Cuza“ din Iași, fiind distribuită gratuit, în fiecare zi de luni, în 5.000 de exemplare, în universitățile din Iași.

## Probleme financiare
La data de 22 august 2012, Administrația Finanțelor Publice a Municipiului Iași a solicitat la Tribunalul Iași declanșarea procedurii generale a insolvenței împotriva firmei Opinia studențească srl Iași care, din 1999, editează revista "Opinia studențească", deoarece aceasta înregistra datorii totale la bugetele de stat în valoare de 307.384 lei.